# Straße von Messina
Die Straße von Messina (ital. Stretto di Messina, Enge von Messina) ist eine Meerenge im Mittelmeer zwischen Kalabrien auf der Italienischen Halbinsel und der Insel Sizilien. Sie verbindet das Tyrrhenische Meer im Norden mit dem Ionischen Meer im Süden. Die Meeresstraße ist 32 Kilometer lang, zwischen drei und acht Kilometer breit und maximal 250 m tief. Wichtigster Hafen ist Messina im Nordosten Siziliens.

## Geschichte
Die Durchfahrt durch die Straße von Messina gestaltete sich aufgrund der Wind- und Strömungsverhältnisse und der beiderseits nahen Steilküsten von je her sehr schwierig. Antike Autoren lokalisierten daher die beiden mythologischen Ungeheuer Skylla und Charybdis, die nach Homer an einer Meerenge hausten und die Durchfahrt sehr erschwerten, an der Straße von Messina. Dabei wurde Charybdis auf sizilischer Seite bei Messene (Messina) verortet. An der kalabrischen Küste gibt es den Ort Scilla, das antike Scyllaeum.

„Dieser Sund ist das Meer zwischen Rhegion und Messene, wo Sizilien vom Festland den kürzesten Abstand hat. Dies ist auch die sogenannte Charybdis, durch die Odysseus durchgefahren sein soll. Die Enge, wo die Wasser weiter Meere, des Tyrrhenischen und des Sizilischen, aufeinanderstoßen und Strömungen bilden, galt mit Grund als gefährlich.“

Wegen der zentralen Lage im Mittelmeer zwischen Italien und Sizilien war die Straße von Messina in zahlreichen Konflikten von Bedeutung. Zwischen 42 v. Chr. und 36 v. Chr. kam es hier zu mehreren Seeschlachten zwischen dem späteren Kaiser Augustus und seinem Widersacher Sextus Pompeius.
Im Unternehmen Lehrgang verließen am 17. August 1943 etwa 39.000 deutsche und 62.000 italienische Soldaten Sizilien und setzten über die Straße von Messina auf das italienische Festland über.
Nach 1945 gab es verschiedene Brückenprojekte für die Meerenge, die aber bisher nicht realisiert wurden.

## Infrastruktur

### Eisenbahnfähre
Seit 1899 besteht eine Eisenbahnfährverbindung zwischen Villa San Giovanni und Messina, die heute im Personen- und Güterverkehr betrieben wird.

### Hochspannungsleitung über die Meerenge

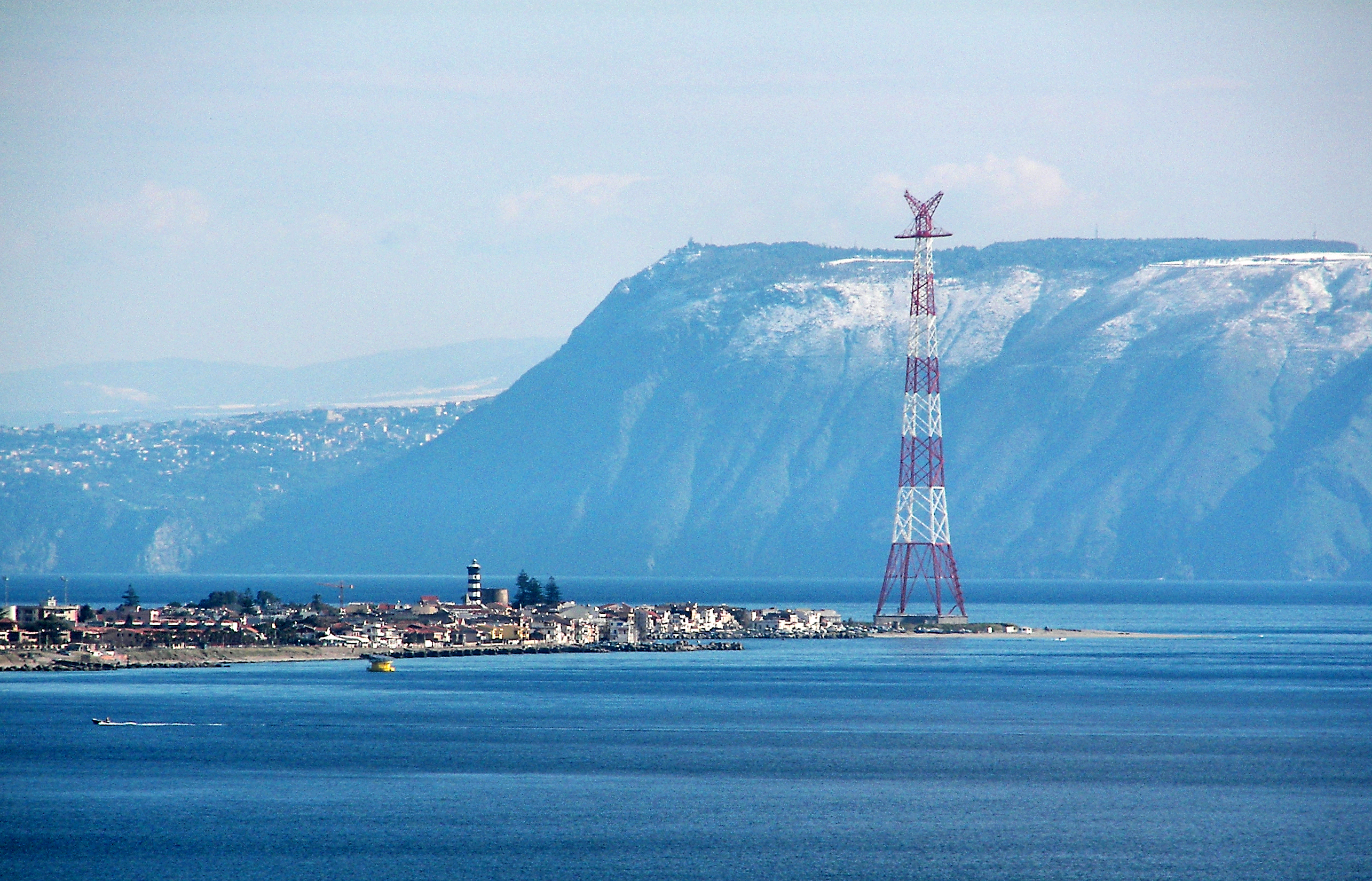
Pilone di Torre Faro, 232 m hoch

Von 1955 bis 1994 überquerte eine Hochspannungs-Freileitung für 220 kV die Straße von Messina. Diese war an zwei 232 Meter hohen Masten aufgehängt und Teil der Hochspannungsleitung von Sorgente nach Rizziconi. Auf Grund der sehr großen Spannweite von über drei Kilometern und der Gefahr windbedingter Schwingungen waren für das Kabel und die Masten besondere konstruktive Maßnahmen nötig. Die Querung war Vorbild für die Konstruktion der Masten der Elbekreuzung 1 (1960). Bis zur Fertigstellung der Elbekreuzung 2 im Jahre 1978 waren es die höchsten Freileitungsmasten der Erde.
1994 wurde ein 6,5 Kilometer langes Drehstrom-Seekabel am Meeresboden verlegt. Die Masten wurden als „Teil des Landschaftsbildes“ unter Denkmalschutz gestellt und als meteorologische Messstation, zur Übung von Höhenrettungen und als Antennenträger verwendet. 2006 war kurzfristig ein Aufstieg über 1250 Treppenstufen auf den Mast bei Messina möglich.

### Brückenprojekte
Es gab immer wieder Pläne für eine Brücke zwischen Sizilien und dem Festland, die aber jeweils an der Finanzierbarkeit und ungelösten Problemen für den Fall eines Erdbebens in dem stark gefährdeten Gebiet scheiterten. In antiker Zeit stellte bereits Archimedes entsprechende Überlegungen an. In den 1960er Jahren erarbeitete der deutsche Bauingenieur Fritz Leonhardt einen Entwurf.
Bei einem architektonischen Wettbewerb 1970 wurden fünf fertige Brückenentwürfe und ein Tunnelprojekt prämiert. Die Ausführung des ausgewählten Plans sollte 7 Jahre dauern und anfangs umgerechnet 3,5 Milliarden D-Mark kosten. In den Folgejahren stiegen die geschätzten Kosten jedoch bis auf umgerechnet 7 Milliarden D-Mark. Die italienische Regierung gab das Projekt 1975 schließlich wegen Geldmangels auf.
Am 13. Oktober 2005 vergab das italienische Parlament unter der Regierung von Silvio Berlusconi einen Auftrag zum Bau einer 3,3 km langen Brücke über die Straße von Messina an die italienische Baugesellschaft Impregilo. Das ca. 4 Mrd. Euro teure Projekt sollte im Zeitraum von 2006 bis 2012 realisiert werden. Die Regierung unter Romano Prodi stoppte das Bauvorhaben im Oktober 2006. Die 2008 wiedergewählte Regierung unter Berlusconi trieb das Projekt erneut voran. 2013 wurde das Projekt erneut verworfen. Am 16. März 2023 verabschiedete die Regierung Meloni ein Dekret, das "dringende Maßnahmen für den Bau einer stabilen Verbindung zwischen Sizilien und Kalabrien" vorsieht. Die Brücke werde "das Flaggschiff der italienischen Ingenieurskunst darstellen", sagte Verkehrsminister Matteo Salvini.

### Erdgaspipeline
Seit 1983 quert die von Algerien nach Norditalien führende etwa 2500 Kilometer lange Erdgastrasse Transmed die Straße von Messina.

## Ökologie
Die Straße von Messina ist der europäische Laichplatz der Riemenfisch-Art Regalecus glesne, der längsten Knochenfischart der Welt.

### Vogelzug-Konzentrationspunkt
In den Monaten April und Mai überfliegen bis zu 30.000 Greifvögel (überwiegend Wespenbussard, Rohrweihe, Schwarzmilan, insgesamt ca. 25 Arten) und Störche die Straße von Messina auf dem Weg in die Brutlebensräume im Norden Europas. Bis in die 1990er Jahre hinein gab es beiderseits der Wasserstraße eine starke illegale Bejagung der Zugvögel. In Folge des Engagements ehrenamtlicher Naturschützer (wie Anna Giordano oder der Vogelschutzorganisation Migration-unlimited) sowie der italienischen Forstpolizei findet heute kaum noch Wilderei statt.

## Trivia
- Südlich der Straße von Messina treten Schwerewellen auf.
- Am 9. Juni 1962 durchquerte erstmals ein Schwimmer die Straße von Messina.
- Am 10. Juli 2024 überquerte der Este Jaan Roose die Meerenge als erster Mensch auf einer Slackline.[9]

## Weblinks

Historische Karte